# Mistrzostwa Świata w Łucznictwie 1965
23. Mistrzostwa Świata w Łucznictwie odbyły się między 20–23 lipca 1965 w Västerås w Szwecji. Organizatorem była Międzynarodowa Federacja Łucznicza. 

## Medaliści

### Strzelanie z łuku klasycznego
| Konkurencja            | Złoto                                                               | Srebro                                                        | Brąz                                                       |
| Indywidualnie kobiet   | Maire Lindholm                                                      | Anita Schlebusch                                              | Juliette Rijff                                             |
| Indywidualnie mężczyzn | Matti Haikonen                                                      | Joe Thornton                                                  | Ben Walker                                                 |
| Drużynowo kobiet       | Stany Zjednoczone · Grace Amborski · Helen Thornton · Ardelle Mills | Finlandia · Maire Lindholm · Elma Haikonen · Tuulikki Valkama | Wielka Brytania · C. Britton · P. White · J. Chapman       |
| Drużynowo mężczyzn     | Stany Zjednoczone · Joe Thornton · Ben Walker · Dick Tone           | Finlandia · Matti Haikonen · Jorma Sandelin · Tuomo Virtanen  | Szwecja · John Bask · Kjell-Ake Dunder · Per-Ola Jaderberg |

## Klasyfikacja medalowa
| Lp. | Państwo           | Złoto | Srebro | Brąz | Razem |
| 1.  | Finlandia         | 2     | 2      | 0    | 4     |
| 2.  | Stany Zjednoczone | 2     | 1      | 1    | 4     |
| 3.  | Południowa Afryka | 0     | 1      | 1    | 2     |
| 4.  | Szwecja           | 0     | 0      | 1    | 1     |
| 4.  | Wielka Brytania   | 0     | 0      | 1    | 1     |